# Finsterhaid
Finsterhaid ist ein Gemeindeteil des Marktes Lauterhofen im Landkreis Neumarkt in der Oberpfalz. Es handelt sich um einen Weiler mit sechs Anwesen.
Kirchlich gehört Finsterhaid zur Pfarrei Lauterhofen im Dekanat Habsberg.
Am 1. Mai 1978 wurde Engelsberg mit Nattershofen (Gemeindesitz), Finsterhaid, Hillohe, Holzheim, Mantlach und Thürsnacht nach Lauterhofen eingemeindet. Einziges Denkmal ist eine Waldrandkapelle mit Lourdesgrotte.